# Juktådalen
Juktådalen är en fjälldal i Lappland mellan Vindeldalen och i Umedalen. Den genomflyts av Juktån, som rinner ut i Umeälven. Den egentliga dalen som omges av fjäll och kullar är ungefär 100 km lång, och sträcker sig ner till närheten av inlandsbanan. Dalens större sjöar är Överst‐Juktan, Fjosoken och Storjuktan.
Dalen var en obebyggd buföringsväg för samers renar fram till att svenskar bosatte sig i dalen på 1800‑talet. Ett icke ringa antal bofasta fanns på 1930‑talet, och som ett försök att stödja dalens bosättning byggdes Viktoriakyrkan 1938. Flest bofasta fanns efter 1950, men bosättningen har minskat till ett fåtal.
Juktådalens svenska och samiska historia har skildrats av Göte Haglund. Ett viktigt samiskt minnesmärke från området är den hedniska seiten Gobba, som dyrkades i en grotta, men nu finns på Nordiska museet.
Övre Juktådalen är känd för sitt öringsfiske. Dalens renbete brukas av Rans sameby och Ubmeje tjeälddie.